# Pitcairnia ramosii
Pitcairnia ramosii är en gräsväxtart som beskrevs av Michael A. Spencer och Lyman Bradford Smith. Pitcairnia ramosii ingår i släktet Pitcairnia och familjen Bromeliaceae.
Artens utbredningsområde är Colombia. Inga underarter finns listade i Catalogue of Life.